# 고모하라촌
고모하라촌(薦原村)은 미에현 나가군에 있던 촌이다. 현재의 나바리시 북서쪽 끝에 해당한다.

## 역사
- 1889년 4월 1일 - 정촌제 시행에 의해 나가라군 고모하라촌이 성립하였다.
- 1896년 4월 1일 - 군제 시행에 의해 나가군으로 변경되었다.
- 1942년 5월 5일 - 나바리정에 편입해, 동일 고모하라촌은 폐지되었다.

## 참고문헌
- 가도카와 일본 지명 대사전 24 三重県